# Історія BMW
БМВ (Bayerische Flugzeug-Werke) — заснована Карлом Фрідріхом Раппом в жовтні 1916 року в Мільбертсхофені, спочатку як виробник авіаційних двигунів. Околиця Мюнхена Мільбертсхофен (Milbertshofen) була обрана тому, що він розташований поблизу від авіаційної фабрики Густава Отто — німецького виробника літаків. Біло-блакитна кругла емблема BMW використовується до нашого часу — в ній відображені кольори прапору Баварії, також емблема — це стилізоване зображення пропеллера що обертається.  

## Хронологія розвитку
1916 року компанія підписує контракт на виробництво двигунів V12 для Австро-Угорщини. Потребуючи додаткового фінансування, Рапп отримує підтримку Камілло Кастільйоні і Макса Фріца, компания перезасновується як Bayerische Motoren Werke GmbH (Баварські моторні заводи). Надрозширення стало причиною складностей, Рапп покинув компанію, і керівництво компанією було прийнято австрійським промисловцем Францем Джозефом Поппом у 1917 році, компанія була перейменована у BMW AG в 1918.
1919 р. — пілот Франц Зено Димер встановлює на літаку з двигуном BMW IV світовий рекорд висоти польоту на літаках з відкритою кабіною без кисневої маски. Висота польоту становила 9670 метрів.
Після Першої світової війни, Версальський мирний договір (1919) заборонив виробництво літаків у Німеччині. Отто закрив свою фабрику і BMW перейшла на виробництво гальм для потягів.
1919 р. — BMW розробив свій перший мотоциклетний двигун, що використовувався у моделі Victoria, яку випускала компанія у місті Нюремберг.
1922 р. — BMW будує свою сьогоднішню основну будівлю на схід від мюнхенського аеропорту Обервізенфельд (сьогодні це міський Олімпійський Центр).
1923 р. — молодий інженер Макс Фріц за 5 тижнів створює перший мотоцикл BMW R32 і запускає його у виробництво. На Паризькому автосалоні він названий технічною сенсацією. Мотоцикл мав горизонтально-опозитний двигун повітряного охолодження об'ємом 500 см³ і карданну передачу, принцип якої застосовується дотепер на мотоциклах BMW.
1924 р. — Перший міжконтинентальний політ в Персію на літаку, оснащеному двигунами BMW.
1926 р. — Гідролітак Rohrbach Ro VII з двигунами BMW VI встановлює п'ять світових рекордів.
1927 рік був найпліднішим на рекорди для BMW. Цього року було встановлено 87 світових рекордів в авіації. 29 з них — на літаках з двигунами BMW.
1928 р. — BMW починає виробництво автомобілів. Перші 100 ліцензійних «Діксі», що користувалися неймовірним успіхом у Британії, зійшли з конвеєра в Німеччині з правим рулем. З 16 листопада 1928 року «Діксі» перестала існувати як торговельна марка — вона була замінена на «BMW». З цього моменту починається ера автомобілебудування BMW.
1929 р. — BMW збирається на спортивному мотоциклі R37 установити світовий рекорд швидкості. Для цього розробляється нова версія двигуна 750 см³ і ведуться роботи з поліпшення аеродинаміки. 19 вересня 1929 року Ернсту Хенне вдається на одній із трас північніше Мюнхена установити новий світовий рекорд швидкості 216 км/год. (А в 1937 році він показує просто унікальну для того часу швидкість 279.5 км/ год. Цей рекорд був побитий лише через 14 років).
1932 р. — була розроблена і перша власна модель 3/20. на якій красувалася емблема BMW зі стилізованим пропелером.
1933 р. — початий випуск моделі 303 — першого автомобіля BMW з 6-циліндровим двигуном. Саме ця модель першою здобуває характерну решітку радіатора. у народі названу «ніздрями» BMW. Ці ніздрі стали типовим елементом дизайну всіх автомобілів BMW.
1936 р. — початок легенди. BMW випускає найшвидший серійний спортивний родстер 328. Для того часу це були просто авангардні технічні новинки: трубчаста рама, шестициліндровий двигун з голівкою блоку з легких сплавів, нова система клапанного механізму зі штангами. З 328 моделлю компанія BMW настільки прославилася в другій половині 30-х, що всі наступні автомобілі з фірмовим двоколірним знаком сприймалися громадськістю як символ високої якості, надійності і краси. З її появою остаточно сформувалася ідеологія BMW, донині визначальну концепцію нових моделей «Автомобіль — для водія». Основний же конкурент BMW — Мерседес-Бенц, додержується принципу «Автомобіль — для пасажирів». З тих пір кожна фірма йде своїм шляхом, доводячи, що саме її вибір правильний. Сьогодні BMW 328 — автомобільна легенда. Автомобілі, що збереглися неможливо купити ні за які гроші.
1938 р. — BMW здобуває ліцензію на двигуни Pratt — Whitney. Потім розробляється модель 132. яка встановлюється на знамениті Юнкерси Ю52. У цьому ж році створюється найшвидша довоєнна модель мотоцикла, потужністю 60 к.с. і максимальною швидкістю 210 км/ год. У 1939 році німецький гонщик Георг Майєр стає чемпіоном Європи на цьому мотоциклі. І вперше іноземець на іноземному мотоциклі виграє британські гонки «Senior Tourist Trophy».
1940 р. — сенсаційні перемоги на гонках Mille Miglia. За чотири роки було зроблено тільки 464 екземпляра BMW 328, але вони були поза конкуренцією. У 1938 році гоночні версії цих автомобілів взяли участь у легендарних італійських гонках Mille Miglia (тисяча миль). Ця гонка була ознаменована подвійною перемогою автомобілів BMW. Два роки потому BMW знову бере участь в останній довоєнній гонці Mille Miglia, і BMW 328 святкує свій останній тріумф перед тим як Європа порине у хаос війни.
1943 р. — відкривається нова сторінка в літакобудуванні. Ще до другої світової війни BMW починала спроби створення реактивного двигуна. У 1939 році підприємство одержує замовлення на виготовлення такого двигуна для літака Messerschmitt Ме262. У 1943 році двигун був розроблений і названий BMW 003, а в 1944 році було побудовано 100 екземплярів літаків з цим двигуном. Друга світова війна завдала величезної шкоди компанії BMW. Завод у Мільбертсхофені визволителі розбомбили. Єдиними більш-менш «придатними до життя» залишилися два заводи в Мюнхені, навколо яких акціонери BMW і зосередили свої основні зусилля.
1948-53 р. — сходить з конвеєра перший «мотоцикл із нічого» R24 з одноциліндровим двигуном і чотирьохступінчатою коробкою передач. Наступна модель R25 мала двоциліндровий двигун і вже 18 % цих мотоциклів пішло на експорт. У цей же час компанія повернула до життя концепцію спортивного автомобіля «BMW-328». Випуском седана 501 BMW намагається після війни відновити виробництво автомобілів. у 1952 році було зібрано лише 49 машин. До 1954-му виробництво досягло 3410 екземплярів, які купували лише справжні і забезпечені прихильники марки BMW.
1954 р. — BMW стає чемпіоном світу в гонках на мотоциклах з коляскою. Відразу в післявоєнні роки почався мотоциклетний бум: у 1954 році було продано майже 30000 мотоциклів. У тому ж році BMW купує ліцензію італійського виробника Iso на виробництво моделі Isetta. яка стала символом післявоєнної відбудови економіки Німеччини.
1956 р. — дизайнер Альбрехт Граф Гертц створює сенсаційний автомобіль — спортивний красень. «BMW побила навіть італійців». — так писали газети в 1956 році, коли був представлений цей автомобіль. BMW 507 пропонувався і як родстер і з жорстким дахом. Восьмициліндровий алюмінієвий двигун з об'ємом 3.2 літра потужністю 150 к.с. розганяв автомобіль до 220 км на годину. Усього таких автомобілів з 1956 до 1959 року було продано 252 штуки. Сьогодні це один із найрідкісніших і найдорожчих колекційних автомобілів.
1959 р. — за допомогою нової моделі BMW 700 з повітряною системою охолодження концернові удалося перебороти внутрішню кризу і створити основу для подальшого успіху марки в цілому. Успіх був досягнутий не тільки у сфері продажу. Версія купе дала можливість BMW добиватися й спортивних перемог.
1962-68 р. — нові перемоги BMW. У 1962 р. концепція моделі 1500 — легкого, компактного, спортивного, чотиридверного автомобіля — була прийнята на ринку з таким захопленням, що виробничі потужності не дозволяли задовольнити попит на ці автомобілі.
1966 р. — уперше представлений дводверний автомобіль 1600-2. Він послужив основою для створення успішної серії моделей від 1502 до 2002 з турбонаддувом. Успіхи «нового класу» сприяли розвиткові всього модельного ряду. Концерн BMW зміг дозволити собі відродити традицію 30-х років і почати випуск шестициліндрових моделей. У 1968 році відбувся прем'єрний показ моделей 2500 і 2800, які дозволили BMW знову ввійти в число підприємств, що випускають великі седани. У такий спосіб 1960-ті роки стали найуспішнішими за всю попередню історію підприємства.
1969 р. — у виробництві мотоциклів помітні нові тенденції. Представники 75-й серії мали винятково плавні в роботі двигуни, що крутили зовсім новий карданний вал, який виковувався з одного шматка металу, а в циліндрах легкі метали прийшли на зміну чавунові. Цим зовсім новим поколінням концерн BMW став «задавати тон» у сфері створення мотоциклів.
1972 р. — вперше оборот підприємства становить два мільярди марок. З випуском 5-ї серії почалося виробництво принципово нового покоління моделей BMW. Якщо раніш концерн займав переважно нішу автомобілів спортивного типу, то тепер він зайняв своє місце й у сегменті комфортабельних седанів.
1973 р. — Купе 3.0 CSL, яке з 1973 р. виграє шість європейських чемпіонатів, дозволяє BMW домогтися особливих успіхів. Це купе ховало в собі безліч технічних новинок. На ньому вперше був встановлений шестициліндровий двигун BMW з чотирма клапанами на циліндр, а його гальмівна система була оснащена АБС — новинкою на ті часи.
1977 р. — новий прорив у класі «люкс» — З появою 7-й серії закінчилося принципове відновлення всіх серій BMW.
1981 р. — тріумф на ралі Париж — Дакар. Гонки довжиною 12 тисяч кілометрів, головні етапи якої проходили по пустелі Сахара. Саме в цих екстремальних умовах відмінно проявила себе базова концепція, яка була створена ще в 1923 році — відмінний показник питомої маси, надійне охолодження, низький центр ваги і висока тягова здатність при відносно невисоких обертах. Відразу ж француз Юбер Оріоль виграє це найскладніше ралі у світі. Командна перемога також залишається за BMW.
1983 р. — З чотирьохциліндрового двигуна об'ємом 1.5 літра команда спеціалістів очолювана Паулем Роше створила унікальний агрегат потужністю 800 к.с. Цей двигун встановили на боліди англійської «стайні» Brabham. До 1987 року цей двигун дозволив BMW виграти дев'ять Гран-прі.
1986 р. — BMW M3. Найуспішніший автомобіль для шосейно-кільцевих гонок у світі. Компактна двохдверна модель паралельно розроблялася як для серійного виробництва, так і для автоспорту. Результат був для BMW просто тріумфальним. Із самого старту білосніжний автомобіль, розфарбований у традиційні спортивні кольори BMW, почав збирати перемоги, трофеї і титули. У 1987 році італієць Роберто Равілья завойовує перше місце на чемпіонаті світу із шосейно-кільцевих гонок. І протягом наступній п'яти років BMW M3 домінував на спортивній сцені.
1987 р. — створено BMW Z1 який спочатку задумувалася просто як експериментальна модель, продовжив традицію родстерів BMW 30-х і 50-х років. BMW Z1 був побудований у 8000 екземплярах і став носієм ультрасучасних технологій. Аеродинаміка цього автомобіля була також на зразковому рівні. У 1987 році концерн BMW одним з перших у світі застосовує електронну систему регулювання потужності двигуна.
1990 р. — нове BMW 850і. Серцем у цього елегантного купе класу «люкс» став дванадцятициліндровий двигун. Зовсім новий інтегральний задній міст поєднував у собі спортивні якості і найвищу комфортабельність. Після 25-річної перерви BMW знову звертається до авіаційного моторобудування. Спільне підприємство BMW Rolls-Royce GmbH розробляє і випускає сімейство двигунів BR 700 для нового покоління комерційних і регіональних літаків.
1994 р. — Rover Group стала належати BMW. Виробнича програма Rover ідеально доповнює програму BMW: автомобілі Rover і Mini розташовуються як би нижче 3-й серії, a Land Rover дозволяє заповнити сегмент повнопривідних автомобілів.
1995 р. — дебют нової 5-й серії BMW. Головний принцип у її розробці — створення гармонічної концепції. Новий автомобіль відрізнявся не тільки сучасним дизайном, але і найпередовішою технікою. Так, уперше в автомобілебудуванні ходова частина майже цілком була виготовлена з алюмінію. Застосування нових матеріалів дозволило збільшити ступінь утилізації автомобіля до 85 відсотків. Винятково жорсткий кузов забезпечує неперевершений рівень пасивної безпеки. У серійну комплектацію всіх автомобілів BMW включається надувна подушка безпеки для переднього пасажира і система протиугінного блокування двигуна.
1996 р. — BMW Z3. З випуском цієї моделі починається новий родстерний бум. Унікальний синтез динамічності і класичного дизайну являє собою просто чудову концепцію. Додаткову рекламу автомобілеві створює фільм «Золоте око», у якому на Z3 їздить «суперагент 007» Джеймс Бонд. BMW Z3 став бестселером. Новий завод у Спартанбурзі не встигав виконувати всі замовлення. Вперше автомобіль 7-й серії оснащується дизельним двигуном: на ринку з'являється модель 725tds. Двигун RMW Rolls-Royce BR 710 одержує міжнародний сертифікат. Крім того вдається одержати нові замовлення на авіадвигуни BR 715.
1997 р. — мотоцикл R 1200 °C з сенсаційним дизайном, традиційні і футуристичні елементи. Робочий об'єм двигуна становить 1170 см³, а потужність — 61 к.с. У цьому ж році BMW представляє ще одну автомобіль-мрію — родстер М.